# Totò e le donne
Totò e le donne è un film del 1952 firmato ufficialmente da Mario Monicelli e Steno, ma in realtà diretto dal solo Steno (i due avevano ricevuto l'incarico di scrivere e dirigere due film a quattro mani, questo e Le infedeli, ma all'insaputa dei produttori si divisero i film, una pellicola a testa, e Monicelli scelse Le infedeli). È il primo di numerosi film in cui Totò e Peppino De Filippo appaiono insieme.

## Trama

Totò e la servetta smemorata

Il cavalier Scaparro, commesso in un negozio di stoffe, ha a che fare con delle clienti incontentabili; quando torna a casa, trova la moglie insoddisfatta e invadente che gli anticipa chi è l'assassino dei suoi preferiti romanzi gialli. Si rifugia quindi in soffitta dove, con lo sguardo rivolto verso la cinepresa, rivolge un appello agli spettatori del film, esortandoli a "soffittizzarsi" per sfuggire all'attenzione delle mogli, dove possono fumare spargendo cenere dove capita, leggendo in pace libri gialli dove le vittime sono preferibilmente donne. 

La rissa sull'autobus

Proseguendo nel suo racconto agli spettatori, il cavaliere racconta come deve sopportare anche la domestica, incapace di ricordare chi lo ha cercato al telefono per un grosso affare, sembrandole che si trattasse di un melone (in realtà un milione di lire).
Ci sarebbe anche la prosperosa figlia a dargli problemi, ma fortunatamente c'è il dottor Paolo Desideri che, fisicamente attratto dalla giovane, nonostante gli avvertimenti del cavaliere vuole sposarla, anche se questa gli telefona in ospedale pretendendo che il suo "passerottino" le cinguetti al telefono per dimostrarle il suo amore. Qualche dubbio il dottore comincia ad averlo quando si ricorda della rissa scoppiata in un autobus affollato, dove la fidanzata ha accusato un energumeno di averla toccata al seno.

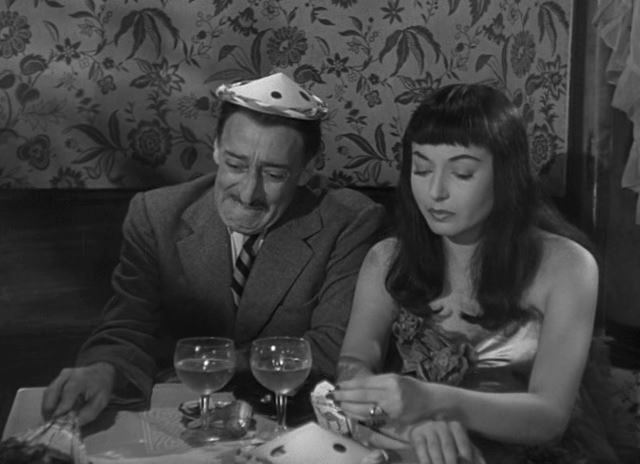
Totò e Lea Padovani

Anche quando la moglie va in vacanza il cavalier Scaparro, rimasto solo e libero, illudendosi di potersi divertire con qualche donnina, non ha migliore sorte. In un locale, infatti, incontra una giovane che, invece di intrattenerlo, approfitta della sua comprensione per raccontargli tutti i suoi guai, commuovendolo sino alle lacrime.
Alla fine, in un litigio con il marito, la moglie decide di tornare dalla madre e gli rivela come, con il suo scarso stipendio, ha potuto risparmiare: per anni gli ha cucinato carne di cavallo spacciandola per vitello, gli ha dato vino annacquato d'accordo col vinaio e, durante una malattia del marito, ha venduto il bracciale d'oro che il marito le aveva donato, sostituendolo con uno di ottone.
Il cavalier Scaparro capisce di dover essere grato alla moglie.
In occasione delle nozze della figlia con il dottor Desideri (che, nonostante gli avvertimenti ricevuti, pur consapevole di quello che lo aspetta non vede l'ora d'iniziare la luna di miele), si riconcilia con la sua metà, avvertendo ancora una volta gli spettatori di come non si possa rinunciare alle donne.

## Luoghi delle riprese
La scena dell'incontro con l'amante al caffè venne girata al caffè Canova di piazza del Popolo a Roma, mentre quella nella stazione venne girata nella stazione Ostiense della capitale.